# Lijst van zwemrecords 200 meter rugslag vrouwen
Dit is een overzicht van de verschillende zwemrecords op de 200 meter rugslag bij de vrouwen, onderverdeeld in de langebaan (50 meter) en de kortebaan (25 meter).

## Langebaan (50 meter)

### Ontwikkeling wereldrecord
| Nr. | Naam                | Land                           | Tijd    | Datum             | Plaats         |
| --- | ------------------- | ------------------------------ | ------- | ----------------- | -------------- |
|     | Kaylee McKeown      | Australië                      | 2.03,14 | 10 maart 2023     | Sydney         |
|     | Regan Smith         | Verenigde Staten               | 2.03,35 | 28 juli 2019      | Gwangju        |
|     | Missy Franklin      | Verenigde Staten               | 2.04,06 | 3 augustus 2012   | Londen         |
|     | Kirsty Coventry     | Zimbabwe                       | 2.04,81 | 1 augustus 2009   | Rome           |
|     | Kirsty Coventry     | Zimbabwe                       | 2.05,24 | 16 augustus 2008  | Peking         |
|     | Margaret Hoelzer    | Verenigde Staten               | 2.06,09 | 5 juli 2008       | Omaha          |
|     | Kirsty Coventry     | Zimbabwe                       | 2.06,39 | 16 februari 2008  | Columbia       |
|     | Krisztina Egerszegi | Hongarije                      | 2.06,62 | 25 augustus 1991  | Athene         |
|     | Betsy Mitchell      | Verenigde Staten               | 2.08,60 | 27 juni 1986      | Orlando        |
|     | Cornelia Sirch      | Duitse Democratische Republiek | 2.09,91 | 7 augustus 1982   | Guayaquil      |
|     | Rica Reinisch       | Duitse Democratische Republiek | 2.11,77 | 27 juli 1980      | Moskou         |
|     | Linda Jezek         | Verenigde Staten               | 2.11,93 | 24 augustus 1978  | West-Berlijn   |
|     | Birgit Treiber      | Duitse Democratische Republiek | 2.12,47 | 4 juni 1976       | Oost-Berlijn   |
|     | Antje Stille        | Duitse Democratische Republiek | 2.13,50 | 13 maart 1976     | Tallinn        |
|     | Antje Stille        | Duitse Democratische Republiek | 2.14,41 | 29 februari 1976  | Oost-Berlijn   |
|     | Birgit Treiber      | Duitse Democratische Republiek | 2.15,46 | 25 juli 1975      | Cali           |
|     | Birgit Treiber      | Duitse Democratische Republiek | 2.16,10 | 6 juni 1975       | Wittenberg     |
|     | Nancy Garapick      | Canada                         | 2.16,33 | 27 april 1975     | Brantford      |
|     | Ulrike Richter      | Duitse Democratische Republiek | 2.17,35 | 25 augustus 1974  | Wenen          |
|     | Ulrike Richter      | Duitse Democratische Republiek | 2.18,41 | 7 juli 1974       | Rostock        |
|     | Melissa Belote      | Verenigde Staten               | 2.19,19 | 4 september 1972  | München        |
|     | Melissa Belote      | Verenigde Staten               | 2.20,58 | 4 september 1972  | München        |
|     | Melissa Belote      | Verenigde Staten               | 2.20,64 | 5 augustus 1972   | Chicago        |
|     | Susie Atwood        | Verenigde Staten               | 2.21,5  | 14 augustus 1969  | Louisville     |
|     | Karen Muir          | Zuid-Afrika                    | 2.23,8  | 21 juli 1968      | Los Angeles    |
|     | Karen Muir          | Zuid-Afrika                    | 2.24,1  | 26 januari 1968   | Kimberley      |
|     | Elaine Tanner       | Canada                         | 2.24,4  | 26 juli 1967      | Winnipeg       |
|     | Karen Muir          | Zuid-Afrika                    | 2.26,4  | 18 augustus 1966  | Lincoln        |
|     | Karen Muir          | Zuid-Afrika                    | 2.27,1  | 25 juli 1966      | Béziers        |
|     | Cathy Ferguson      | Verenigde Staten               | 2.27,4  | 28 september 1964 | Los Angeles    |
|     | Satoko Tanaka       | Japan                          | 2.28,2  | 4 augustus 1963   | Tokio          |
|     | Satoko Tanaka       | Japan                          | 2.28,5  | 21 februari 1963  | Perth          |
|     | Satoko Tanaka       | Japan                          | 2.28,9  | 18 februari 1963  | Perth          |
|     | Satoko Tanaka       | Japan                          | 2.29,6  | 10 februari 1963  | Sydney         |
|     | Satoko Tanaka       | Japan                          | 2.31,6  | 29 juli 1962      | Osaka          |
|     | Satoko Tanaka       | Japan                          | 2.32,1  | 3 juni 1962       | Beppu          |
|     | Satoko Tanaka       | Japan                          | 2.33,2  | 30 juli 1961      | Tokio          |
|     | Satoko Tanaka       | Japan                          | 2.33,3  | 23 juli 1960      | Tokio          |
|     | Lynn Burke          | Verenigde Staten               | 2.33,5  | 15 juli 1960      | Indianapolis   |
|     | Satoko Tanaka       | Japan                          | 2.34,8  | 2 april 1960      | Tokio          |
|     | Satoko Tanaka       | Japan                          | 2.37,1  | 12 juli 1959      | Tokio          |
|     | Chris Von Saltza    | Verenigde Staten               | 2.37,4  | 1 augustus 1958   | Topeka         |
|     | Lenie de Nijs       | Nederland                      | 2.38,5  | 17 mei 1957       | Blackpool      |
|     | Philippa Gould      | Nieuw-Zeeland                  | 2.39,9  | 16 januari 1957   | Auckland       |
|     | Geertje Wielema     | Nederland                      | 2.35,3  | 2 april 1950      | Hilversum      |
|     | Cor Kint            | Nederland                      | 2.38,8  | 26 november 1939  | Rotterdam      |
|     | Iet van Feggelen    | Nederland                      | 2.39,0  | 18 december 1938  | Amsterdam      |
|     | Iet van Feggelen    | Nederland                      | 2.40,6  | 26 oktober 1938   | Düsseldorf     |
|     | Cor Kint            | Nederland                      | 2.41,0  | 17 april 1938     | Aarhus         |
|     | Ragnhild Hveger     | Denemarken                     | 2.41,3  | 14 februari 1937  | Aarhus         |
|     | Nida Senff          | Nederland                      | 2.44,6  | 2 februari 1937   | Amsterdam      |
|     | Eleanor Holm        | Verenigde Staten               | 2.48,7  | 3 maart 1936      | Toledo         |
|     | Rie Mastenbroek     | Nederland                      | 2.49,6  | 20 januari 1935   | Amsterdam      |
|     | Phyllis Harding     | Verenigd Koninkrijk            | 2.50,4  | 19 september 1932 | Wallasey       |
|     | Eleanor Holm        | Verenigde Staten               | 2.58,2  | 1 maart 1930      | New York       |
|     | Eleanor Holm        | Verenigde Staten               | 2.58,8  | 1 februari 1930   | Buffalo        |
|     | Marie Braun         | Nederland                      | 2.59,2  | 24 november 1928  | Brussel        |
|     | Sybil Bauer         | Verenigde Staten               | 3.03,8  | 9 februari 1924   | Miami          |
|     | Sybil Bauer         | Verenigde Staten               | 3.06,8  | 4 juli 1922       | Brighton Beach |

### OntwikkelingOlympischrecord
| Nr. | Naam                | Land                           | Tijd    | Datum             | Plaats      |
| --- | ------------------- | ------------------------------ | ------- | ----------------- | ----------- |
|     | Missy Franklin      | Verenigde Staten               | 2.04,06 | 3 augustus 2012   | Londen      |
|     | Kirsty Coventry     | Zimbabwe                       | 2.05,24 | 16 augustus 2008  | Peking      |
|     | Kirsty Coventry     | Zimbabwe                       | 2.06,76 | 14 augustus 2008  | Peking      |
|     | Krisztina Egerszegi | Hongarije                      | 2.07,06 | 31 juli 1992      | Barcelona   |
|     | Krisztina Egerszegi | Hongarije                      | 2.07,34 | 31 juli 1992      | Barcelona   |
|     | Krisztina Egerszegi | Hongarije                      | 2.09,29 | 25 september 1988 | Seoel       |
|     | Cornelia Sirch      | Duitse Democratische Republiek | 2.10,46 | 25 september 1988 | Seoel       |
|     | Krisztina Egerszegi | Hongarije                      | 2.11,01 | 25 september 1988 | Seoel       |
|     | Rica Reinisch       | Duitse Democratische Republiek | 2.11,77 | 28 juli 1980      | Moskou      |
|     | Rica Reinisch       | Duitse Democratische Republiek | 2.13,00 | 27 juli 1980      | Moskou      |
|     | Ulrike Richter      | Duitse Democratische Republiek | 2.13,43 | 25 juli 1976      | Montréal    |
|     | Nancy Garapick      | Canada                         | 2.16,49 | 25 juli 1976      | Montréal    |
|     | Melissa Belote      | Verenigde Staten               | 2.19,19 | 4 september 1972  | München     |
|     | Melissa Belote      | Verenigde Staten               | 2.20,58 | 4 september 1972  | München     |
|     | Susie Atwood        | Verenigde Staten               | 2.22,13 | 4 september 1972  | München     |
|     | Annegret Kober      | West-Duitsland                 | 2.24,88 | 4 september 1972  | München     |
|     | Lillian Watson      | Verenigde Staten               | 2.24,8  | 25 oktober 1968   | Mexico-Stad |
|     | Lillian Watson      | Verenigde Staten               | 2.29,2  | 25 oktober 1968   | Mexico-Stad |
|     | Elaine Tanner       | Canada                         | 2.30,9  | 25 oktober 1968   | Mexico-Stad |
|     | Kaye Hall           | Verenigde Staten               | 2.31,1  | 25 oktober 1968   | Mexico-Stad |

### OntwikkelingEuropeesrecord
| Nr. | Naam                  | Land                           | Tijd    | Datum             | Plaats       |
| --- | --------------------- | ------------------------------ | ------- | ----------------- | ------------ |
|     | Anastasia Zoejeva     | Rusland                        | 2.04,94 | 1 augustus 2009   | Rome         |
|     | Krisztina Egerszegi   | Hongarije                      | 2.06,62 | 25 augustus 1991  | Athene       |
|     | Krisztina Egerszegi   | Hongarije                      | 2.08,74 | 25 augustus 1991  | Athene       |
|     | Krisztina Egerszegi   | Hongarije                      | 2.09,15 | 13 januari 1991   | Perth        |
|     | Krisztina Egerszegi   | Hongarije                      | 2.09,29 | 25 september 1988 | Seoel        |
|     | Cornelia Sirch        | Duitse Democratische Republiek | 2.09,91 | 24 juli 1988      | Potsdam      |
|     | Cornelia Sirch        | Duitse Democratische Republiek | 2.09,91 | 7 augustus 1982   | Guayaquil    |
|     | Rica Reinisch         | Duitse Democratische Republiek | 2.11,77 | 27 juli 1980      | Moskou       |
|     | Birgit Treiber        | Duitse Democratische Republiek | 2.12,47 | 4 juni 1976       | Oost-Berlijn |
|     | Antje Stille          | Duitse Democratische Republiek | 2.13,50 | 13 maart 1976     | Tallinn      |
|     | Antje Stille          | Duitse Democratische Republiek | 2.14,41 | 29 februari 1976  | Oost-Berlijn |
|     | Birgit Treiber        | Duitse Democratische Republiek | 2.15,46 | 25 juli 1975      | Cali         |
|     | Birgit Treiber        | Duitse Democratische Republiek | 2.16,10 | 6 juni 1975       | Wittenberg   |
|     | Ulrike Richter        | Duitse Democratische Republiek | 2.17,35 | 25 augustus 1974  | Wenen        |
|     | Ulrike Richter        | Duitse Democratische Republiek | 2.18,41 | 7 juli 1974       | Rostock      |
|     | Enith Brigitha        | Nederland                      | 2.20,27 | 26 april 1974     | Coventry     |
|     | Ulrike Tauber         | Duitse Democratische Republiek | 2.21,13 | 14 maart 1974     | Maagdenburg  |
|     | Andrea Gyarmati       | Hongarije                      | 2.21,66 | 19 augustus 1973  | Utrecht      |
|     | Andrea Eife           | Duitse Democratische Republiek | 2.22,34 | 11 juli 1973      | Oost-Berlijn |
|     | Annegret Kober        | West-Duitsland                 | 2.23,35 | 4 september 1972  | München      |
|     | Christine Herbst      | Duitse Democratische Republiek | 2.23,44 | 4 september 1972  | München      |
|     | Enith Brigitha        | Nederland                      | 2.23,70 | 4 september 1972  | München      |
|     | Andrea Gyarmati       | Hongarije                      | 2.24,3  | 19 april 1972     | Hannover     |
|     | Annemarie Groen       | Nederland                      | 2.24,3  | 19 april 1972     | Hannover     |
|     | Andrea Gyarmati       | Hongarije                      | 2.24,4  | 29 augustus 1971  | Bratislava   |
|     | Andrea Gyarmati       | Hongarije                      | 2.25,1  | 29 mei 1971       | Boedapest    |
|     | Andrea Gyarmati       | Hongarije                      | 2.25,5  | 10 september 1970 | Barcelona    |
|     | Wendy Burrell         | Verenigd Koninkrijk            | 2.26,2  | 9 september 1970  | Barcelona    |
|     | Andrea Gyarmati       | Hongarije                      | 2.26,9  | 22 augustus 1970  | Boedapest    |
|     | Angelika Kraus        | West-Duitsland                 | 2.27,1  | 6 augustus 1970   | Würselen     |
|     | Andrea Gyarmati       | Hongarije                      | 2.27,6  | 4 april 1970      | Kecskemét    |
|     | Bénédicte Duprez      | Frankrijk                      | 2.27,9  | 24 augustus 1968  | Vichy        |
|     | Christine Caron       | Frankrijk                      | 2.27,9  | 16 juni 1966      | Parijs       |
|     | Christine Caron       | Frankrijk                      | 2.28,8  | 10 juli 1965      | Parijs       |
|     | Christine Caron       | Frankrijk                      | 2.29,6  | 18 juli 1964      | Parijs       |
|     | Christine Caron       | Frankrijk                      | 2.32,1  | 8 september 1963  | Parijs       |
|     | Korrie Winkel         | Nederland                      | 2.32,3  | 1 september 1963  | Soestduinen  |
|     | Christine Caron       | Frankrijk                      | 2.33,5  | 13 juli 1963      | Parijs       |
|     | Ingrid Schmidt        | Duitse Democratische Republiek | 2.33,8  | 15 augustus 1962  | Oost-Berlijn |
|     | Rose-Marie Piacentini | Frankrijk                      | 2.33,9  | 13 september 1961 | Monte Carlo  |
|     | Rose-Marie Piacentini | Frankrijk                      | 2.34,5  | 4 september 1961  | Monte Carlo  |
|     | Korrie Winkel         | Nederland                      | 2.35,6  | 20 augustus 1961  | Zwolle       |
|     | Rose-Marie Piacentini | Frankrijk                      | 2.35,6  | 2 augustus 1961   | Parijs       |
|     | Rini Dobber           | Nederland                      | 2.36,2  | 12 juni 1960      | Leipzig      |
|     | Rini Dobber           | Nederland                      | 2.37,5  | 17 mei 1959       | Leipzig      |
|     | Lenie de Nijs         | Nederland                      | 2.38,5  | 17 mei 1957       | Blackpool    |
|     | Geertje Wielema       | Nederland                      | 2.35,3  | 2 april 1950      | Hilversum    |
|     | Cor Kint              | Nederland                      | 2.38,8  | 26 november 1939  | Rotterdam    |
|     | Iet van Feggelen      | Nederland                      | 2.39,0  | 18 december 1938  | Amsterdam    |
|     | Iet van Feggelen      | Nederland                      | 2.40,6  | 26 oktober 1938   | Düsseldorf   |
|     | Cor Kint              | Nederland                      | 2.41,0  | 17 april 1938     | Aarhus       |
|     | Ragnhild Hveger       | Denemarken                     | 2.41,3  | 14 februari 1937  | Aarhus       |
|     | Nida Senff            | Nederland                      | 2.44,6  | 2 februari 1937   | Amsterdam    |
|     | Rie Mastenbroek       | Nederland                      | 2.49,6  | 20 januari 1935   | Amsterdam    |
|     | Phyllis Harding       | Verenigd Koninkrijk            | 2.50,4  | 19 september 1932 | Wallasey     |
|     | Marie Braun           | Nederland                      | 2.59,2  | 24 november 1928  | Brussel      |
|     | Wunram                | Duitsland                      | 3.18,0  | 18 maart 1926     | Maagdenburg  |

### OntwikkelingNederlandsrecord
| Nr. | Naam                  | Club                | Tijd    | Datum             | Plaats      |
| --- | --------------------- | ------------------- | ------- | ----------------- | ----------- |
|     | Sharon van Rouwendaal | Eiffel Swimmers PSV | 2.07,78 | 30 juli 2011      | Shanghai    |
|     | Sharon van Rouwendaal | Eiffel Swimmers PSV | 2.08,42 | 29 juli 2011      | Shanghai    |
|     | Femke Heemskerk       | De Dolfijn          | 2.09,14 | 23 maart 2011     | Straatsburg |
|     | Femke Heemskerk       | De Dolfijn          | 2.11,48 | 11 juni 2010      | Eindhoven   |
|     | Jolanda de Rover      | DJK                 | 2.12,38 | 4 augustus 1984   | Los Angeles |
|     | Jolanda de Rover      | DJK                 | 2.13,50 | 4 augustus 1984   | Los Angeles |
|     | Jolanda de Rover      | DJK                 | 2.13,90 | 24 juni 1984      | Amersfoort  |
|     | Jolanda de Rover      | DJK                 | 2.15,22 | 12 september 1981 | Split       |
|     | Jolanda de Rover      | DJK                 | 2.16,18 | 12 september 1981 | Split       |
|     | Jolanda de Rover      | DJK                 | 2.17,01 | 8 juni 1980       | Rotterdam   |
|     | Monique Bosga         | Zwemlust/den Hommel | 2.17,73 | 12 augustus 1979  | Utrecht     |
|     | Monique Bosga         | Zwemlust/den Hommel | 2.17,89 | 18 juli 1978      | Amersfoort  |
|     | Monique Bosga         | Zwemlust/den Hommel | 2.18,69 | 4 februari 1978   | Amersfoort  |
|     | Diane Edelijn         | VZC/Vlaardingen     | 2.19,30 | 17 augustus 1977  | Jönköping   |
|     | Diane Edelijn         | VZC/Vlaardingen     | 2.19,32 | 25 juni 1976      | Rotterdam   |
|     | Enith Brigitha        | Het Y               | 2.20,27 | 26 april 1974     | Coventry    |
|     | Enith Brigitha        | Het Y               | 2.22,15 | 7 september 1973  | Belgrado    |
|     | Enith Brigitha        | Het Y               | 2.23,6  | 20 april 1973     | Londen      |
|     | Enith Brigitha        | Het Y               | 2.23,70 | 4 september 1972  | München     |
|     | Enith Brigitha        | Het Y               | 2.23,8  | 4 september 1972  | München     |
|     | Annemarie Groen       | Naarden             | 2.24,3  | 19 april 1972     | Hannover    |
|     | Annemarie Groen       | Naarden             | 2.24,5  | 15 april 1972     | Rome        |
|     | Annemarie Groen       | Naarden             | 2.25,7  | 3 maart 1972      | Londen      |
|     | Annemarie Groen       | Naarden             | 2.27,1  | 29 augustus 1971  | Bratislava  |
|     | Josien Elzerman       | Zian                | 2.28,0  | 14 augustus 1971  | Rotterdam   |
|     | Annemarie Groen       | Naarden             | 2.28,9  | 27 juli 1971      | Den Haag    |
|     | Annemarie Groen       | Naarden             | 2.29,0  | 23 juni 1971      | Utrecht     |
|     | Annemarie Groen       | Naarden             | 2.29,2  | 5 juni 1971       | Parijs      |
|     | Cobie Sikkens         | GZPC                | 2.29,7  | 1 augustus 1968   | Utrecht     |
|     | Bep Weeteling         | Nereus              | 2.30,4  | 10 maart 1968     | Praag       |
|     | Cobie Sikkens         | GZPC                | 2.31,5  | 2 augustus 1967   | Groningen   |
|     | Korrie Winkel         | GDZ                 | 2.32,3  | 1 september 1963  | Soestduinen |
|     | Korrie Winkel         | GDZ                 | 2.35,6  | 20 augustus 1961  | Zwolle      |
|     | Rini Dobber           | HDZ                 | 2.36,2  | 12 juni 1960      | Leipzig     |
|     | Rini Dobber           | HDZ                 | 2.37,5  | 17 mei 1959       | Leipzig     |
|     | Lenie de Nijs         | De Robben           | 2.38,5  | 17 mei 1957       | Blackpool   |

## Kortebaan (25 meter)

### Ontwikkeling wereldrecord
| Nr. | Naam              | Land                | Tijd    | Datum            | Plaats            |
| --- | ----------------- | ------------------- | ------- | ---------------- | ----------------- |
|     | Regan Smith       | Verenigde Staten    | 1.58,04 | 14 december 2024 | Boedapest         |
|     | Regan Smith       | Verenigde Staten    | 1.58.83 | 2 november 2024  | Singapore         |
|     | Kaylee McKeown    | Australië           | 1.58,94 | 27 november 2020 | Brisbane          |
|     | Katinka Hosszú    | Hongarije           | 1.59,23 | 5 december 2014  | Doha              |
|     | Missy Franklin    | Verenigde Staten    | 2.00,03 | 22 oktober 2011  | Berlijn           |
|     | Shiho Sakai       | Japan               | 2.00,18 | 14 november 2009 | Berlijn           |
|     | Kirsty Coventry   | Zimbabwe            | 2.00,91 | 11 april 2008    | Manchester        |
|     | Reiko Nakamura    | Japan               | 2.03,24 | 23 februari 2008 | Tokio             |
|     | Natalie Coughlin  | Verenigde Staten    | 2.03,62 | 27 november 2001 | New York          |
|     | Sarah Price       | Verenigd Koninkrijk | 2.04,44 | 5 augustus 2001  | Perth             |
|     | Clementine Stoney | Australië           | 2.05,83 | 5 augustus 2001  | Perth             |
|     | Cihong He         | China               | 2.06,09 | 5 december 1993  | Palma de Mallorca |
|     | Nicole Stevenson  | Australië           | 2.06,78 | 7 maart 1992     | Melbourne         |
|     | Anna Simcic       | Nieuw-Zeeland       | 2.07,11 | 1 februari 1992  | Parijs            |

- FINA erkent wereldrecords op kortebaan sinds maart 1991.

### OntwikkelingEuropeesrecord
| Nr. | Naam                | Land                | Tijd    | Datum            | Plaats        |
| --- | ------------------- | ------------------- | ------- | ---------------- | ------------- |
|     | Elizabeth Simmonds  | Verenigd Koninkrijk | 2.00,91 | 18 december 2009 | Manchester    |
|     | Elizabeth Simmonds  | Verenigd Koninkrijk | 2.01,36 | 21 november 2009 | Singapore     |
|     | Elizabeth Simmonds  | Verenigd Koninkrijk | 2.02,01 | 10 november 2009 | Stockholm     |
|     | Alexandra Putra     | Frankrijk           | 2.02,36 | 14 december 2008 | Rijeka        |
|     | Elizabeth Simmonds  | Verenigd Koninkrijk | 2.02,60 | 11 april 2008    | Manchester    |
|     | Esther Baron        | Frankrijk           | 2.04,08 | 10 december 2006 | Helsinki      |
|     | Antje Buschschulte  | Duitsland           | 2.04,23 | 14 december 2003 | Dublin        |
|     | Sarah Price         | Verenigd Koninkrijk | 2.04,44 | 5 augustus 2001  | Perth         |
|     | Krisztina Egerszegi | Hongarije           | 2.06,98 | 18 februari 1995 | Gelsenkirchen |
|     | Lorenza Vigarani    | Italië              | 2.07,30 | 26 maart 1994    | Parijs        |

### OntwikkelingNederlandsrecord
| Nr. | Naam                  | Club                | Tijd      | Datum             | Plaats            |
| --- | --------------------- | ------------------- | --------- | ----------------- | ----------------- |
|     | Sharon van Rouwendaal | Eiffel Swimmers PSV | 2.04,10   | 17 december 2010  | Dubai             |
|     | Sharon van Rouwendaal | Eiffel Swimmers PSV | 2.04,13   | 28 november 2010  | Eindhoven         |
|     | Femke Heemskerk       | De Dolfijn          | 2.06,62   | 19 december 2008  | Amsterdam         |
|     | Hinkelien Schreuder   | PSV                 | 2.10,29   | 18 december 2005  | Amsterdam         |
|     | Naomi van der Woerd   | TZC/Vahalis         | 2.10,77   | 29 februari 1992  | Palma de Mallorca |
|     | Ellen Elzerman        | De Dolfijn          | 2.11,00   | 15 februari 1992  | Drachten          |
|     | Jolanda de Rover      | De Dolfijn          | 2.11,60   | 1 maart 1986      | Emmen             |
|     | Jolanda de Rover      | DJK                 | 2.12,38 1 | 4 augustus 1984   | Los Angeles       |
|     | Jolanda de Rover      | DJK                 | 2.13,0    | 27 november 1983  | Lelystad          |
|     | Jolanda de Rover      | DJK                 | 2.14,5    | 28 november 1982  | Uden              |
|     | Jolanda de Rover      | DJK                 | 2.15,22 1 | 12 september 1981 | Split             |
|     | Jolanda de Rover      | DJK                 | 2.15,62   | 1 maart 1980      | Tilburg           |
|     | Jolanda de Rover      | DJK                 | 2.16,2    | 1 december 1979   | Doetinchem        |
|     | Monique Bosga         | Zwemlust/den Hommel | 2.16,66   | 11 maart 1978     | Schagen           |
|     | Monique Bosga         | Zwemlust/den Hommel | 2.17,3    | 10 december 1977  | Vleuten           |
|     | Diane Edelijn         | VZC/Vlaardingen     | 2.19,30 1 | 17 augustus 1977  | Jönköping         |
|     | Diane Edelijn         | VZC/Vlaardingen     | 2.19,32 1 | 25 juni 1976      | Rotterdam         |
|     | Paula van Eijk        | HPC                 | 2.19,62   | 6 maart 1976      | Utrecht           |
|     | Enith Brigitha        | Het Y               | 2.20,27 1 | 26 april 1974     | Coventry          |
|     | Annemarie Groen       | Naarden             | 2.21,4    | 8 april 1972      | Den Haag          |
|     | Annemarie Groen       | Naarden             | 2.22,1    | 13 februari 1972  | Den Haag          |
|     | Annemarie Groen       | Naarden             | 2.24,6    | 2 mei 1971        | 's-Hertogenbosch  |
|     | Annemarie Groen       | Naarden             | 2.24,7    | 7 maart 1971      | Bremen            |
|     | Annemarie Groen       | Naarden             | 2.26,0    | 20 februari 1971  | Veenendaal        |
|     | Korrie Winkel         | GDZ                 | 2.28,1    | 23 maart 1963     | Groningen         |
|     | Korrie Winkel         | GDZ                 | 2.31,0    | 13 september 1962 | Groningen         |
|     | Rini Dobber           | HDZ                 | 2.32,1    | 31 mei 1960       | Amsterdam         |
|     | Rini Dobber           | HDZ                 | 2.34,2    | 26 mei 1959       | Amsterdam         |
|     | Geertje Wielema       | De Robben           | 2.35,3    | 2 april 1950      | Hilversum         |
|     | Cor Kint              | Rotterdam           | 2.38,8    | 26 november 1939  | Rotterdam         |
|     | Iet van Feggelen      | Het Y               | 2.39,0    | 18 december 1938  | Amsterdam         |
|     | Iet van Feggelen      | Het Y               | 2.40,6    | 26 oktober 1938   | Düsseldorf        |
|     | Cor Kint              | Rotterdam           | 2.41,0    | 17 april 1938     | Aarhus            |
|     | Cor Kint              | ZAR                 | 2.42,0    | 30 januari 1938   | Den Haag          |
|     | Nida Senff            | ADZ                 | 2.43,4    | 9 mei 1937        | Rotterdam         |
|     | Nida Senff            | ADZ                 | 2.44,6    | 2 februari 1937   | Amsterdam         |
|     | Rie Mastenbroek       | ODZ                 | 2.49,6    | 20 januari 1935   | Amsterdam         |
|     | Rie Mastenbroek       | ODZ                 | 2.55,4    | 16 oktober 1934   | Den Haag          |
|     | Marie Braun           | ODZ                 | 2.59,2    | 24 november 1928  | Brussel           |
|     | Willie den Turk       | RDZ                 | 3.10,0    | 7 augustus 1927   | Amsterdam         |

1 = Gezwommen op langebaan. Indien tijd op langebaan sneller is dan tijd op kortebaan dan geldt de eerste als officieel record.